# Occupy Pedophilia
Occupy P(a)edophilia (en alphabet cyrillique : Oккупай педофиляй, Okkoupaї pedofiliaï; translittéré en anglais comme Okkupay Pedofilyay) est une organisation homophobe russe qui prétend lutter contre la pédophilie. Créée en 2013 par le militant néo-nazi Maxim Martsinkevich, elle traque les homosexuels et bisexuels russes, les torture et diffuse les vidéos de ses actes sur internet, ce qui lui vaut les condamnations d'ONG comme Human Rights Watch. Cela n'empêche pas certains médias russes, comme la chaîne NTV, d'offrir une couverture favorable aux actions d’Occupy Pedophilia. En 2014, son fondateur a été condamné pour actes de torture à cinq ans de prison.

## Modus operandi
Présents en Russie et en Ukraine, les membres d’Occupy Pedophilia légitiment leurs actions en prétendant lutter contre la pédophilie mais s'en prennent en réalité à toute personne soupçonnée de pratiques homosexuelles,. Nombre de leurs victimes sont d'ailleurs des adolescents ou de jeunes adultes,.  
Utilisant internet et les réseaux sociaux pour entrer en contact avec leurs victimes, ils organisent la traque des homosexuels, considérant leurs poursuites comme des « safaris ». Le modus operandi des membres d’Occupy Pedophilia consiste alors à s'emparer de leur victime, à la rouer de coups, à l'humilier (en lui faisant boire de l'urine, en lui rasant une partie du crâne, en lui peignant un arc-en-ciel sur la tête, etc.) tout en la filmant pour diffuser ensuite son image et son identité sur internet (via YouTube, le plus souvent),.
Les membres d’Occupy Pedophilia s'en prennent généralement à des anonymes. Leur victime la plus célèbre est cependant Alexander Bohun, ex-participant au X Factor ukrainien.
Maxim Martsinkevich, après avoir fui la Russie pour échapper à la justice qui le poursuivait pour pratique de la torture sur un homosexuel en Ukraine, et avoir été extradé depuis Cuba, a été condamné le 15 août 2014 à 5 ans de prison dans une colonie pénitentiaire. Il est retrouvé mort dans sa cellule le 16 septembre 2020.

## Occupy Gerontophilia
Filipp Razinsky, un militant néo-nazi russe âgé de 16 ans, a créé l'organisation Occupy Gerontophilia sur le modèle d’Occupy Pedophilia. Utilisant les mêmes méthodes que sa grande sœur, Occupy Gerontophilia s'est spécialisée dans la traque des adolescents soupçonnés d'avoir des relations homosexuelles avec des hommes plus âgés.

## Soutiens en Russie
Maxim Martsinkevich a été reçu à plusieurs reprises par la chaîne NTV. Cette dernière a également diffusé des vidéos de l'organisation sur son antenne.

## Critiques de l'inaction du gouvernement russe
D'après Human Rights Watch et d'autres ONG, la violence d’Occupy Pedophilia serait facilitée par la législation anti-homosexuelle mise en place par le gouvernement de Vladimir Poutine, dans la mesure où elle inciterait les victimes à ne pas porter plainte contre leurs agresseurs. Selon ces ONG, la rhétorique homophobe du gouvernement conduirait par ailleurs les autorités policières à fermer les yeux sur les agressions perpétrées par Occupy Pedophilia.

## Presse en ligne
- Annabelle Laurent, « «Envoyé Spécial» raconte la chasse aux homosexuels en Russie » sur 20 minutes, 13/02/2014
- Maëlle Le Corre, « Russie: Occupy Pedophilia s’en prend à un participant du «X Factor» ukrainien » sur Yagg.com, 04/12/2013
- (en) Allison Quinn et Ian Bateson, « Anti-Gay Vigilante Groups Face Backlash » dans The Moscow Times, 19/08/2013
- (en) James Nichols, « 'Occupy Paedophilia', Russian Anti-Gay Group, 'On Safari' Hunting Gays (VIDEO) » dans The Huffington Post, 09/05/2013
- (en) Zulai Serrano, « Sochi Olympics 2014: Human Rights Watch Uses Russia's Olympic Spotlight To Expose Violence Against LGBT Community (VIDEO) », Headlines and Global News,‎ 4 février 2014 (lire en ligne)
- Judith Silberfeld, « Russie: des groupes extrémistes ciblent les jeunes LGBT » sur Yagg.com, 26/07/2013
- Thomas Vampouille, « Russie : un leader homophobe néonazi arrêté par Interpol » sur Metronews, 21/01/2014